# Longipedia australica
Longipedia australica is een eenoogkreeftjessoort uit de familie van de Longipediidae. De wetenschappelijke naam van de soort is voor het eerst geldig gepubliceerd in 1941 door Nicholls.